# William Ashley Kirby
William Ashley Kirby, detto Bill (Perth, 12 settembre 1975), è un ex nuotatore australiano.
Specializzato nello stile libero e nella farfalla, ha vinto la medaglia d'oro nella staffetta 4x200 m sl ai Giochi olimpici di Sydney 2000.

## Palmarès
- Giochi olimpici

Sydney 2000: oro nella 4x200m sl.
- Mondiali

Fukuoka 2001: oro nella 4x200m sl.
- Mondiali in vasca corta

Göteborg 1997: oro nella 4x200m sl.
- Giochi PanPacifici

Sydney 1999: oro nella 4x200m sl.
- Giochi del Commonwealth

Kuala Lumpur 1998: oro nella 4x200m sl.